# Kleomenes z Naukratis
Kleomenes (stgr. Κλεομένης) – Grek pochodzący z Naukratis, pierwszy budowniczy egipskiej Aleksandrii. Ok. 331 p.n.e. ustanowiony przez Aleksandra Macedońskiego zarządcą nomu arabskiego (Egipt), a także głównym kolektorem podatków.
Focjusz nazwał go satrapą (Biblioteka kodeks 82 i 92), podczas gdy Kleomenes miał tylko nadzór nad sprawami fiskalnymi, z czego nie omieszkał skorzystać, zdobywając ogromny majątek. Z Ekonomiki przypisywanej Arystotelesowi wiadomo o szczegółach jego urzędowania, w tym wielkich nadużyciach. Kiedy w Egipcie zapanował głód Kleomenes zakazał eksportu zboża, co spowodowało niemożność wywiązania się przez nomarchów z płatnych w pieniądzu powinności podatkowych. Indagowany zezwolił na niewielką sprzedaż (wystarczających do dokonania płatności), nakładając na nią bardzo wysoki podatek. Arystoteles pisze, że w ten sposób, upłynniając niewielkie ilości towaru, wywiązał się ze zobowiązań wobec Aleksandra i jednocześnie dorobił fortuny.
Ponieważ jego chciwość nie została zaspokojona, dalej  dopuszczał się wymuszeń również w stosunku do kapłanów oraz zwykłej ludności. Kiedy król nakazał mu rozpoczęcie budowy Aleksandrii, przyjął łapówkę od mieszkańców pobliskiego Kanopos (aby ci mogli pozostac w swoich domach), ale nie wywiązał się z obietnicy (domagając się zapłaty po raz drugi) i kanopijczycy zostali ze swojego miasta wysiedleni. Manipulował również cenami zbóż, skupując je od rolników i przez to znacznie zawyżając ich wartość.
Z Anabazy Flawiusza Arriana wynika, że Aleksander skłonny był wybaczyć Kleomenesowi wszystkie przewinienia pod warunkiem budowy pięknej świątyni poświęconej Hefajstionowi. Po śmierci króla został zmuszony do przekazania Egiptu Ptolemeuszowi. Podczas pierwszej wojny diadochów pod zarzutem sprzyjania Perdikkasowi został zamordowany przez nowego władcę. Pozwoliło to Ptolemeuszowi na zagarnięcie jego majątku szacowanego na ok. 8000 talentów.